# Восстание декабристов
Восста́ние декабри́стов на Сенатской площади — попытка государственного переворота, состоявшаяся в Санкт-Петербурге, столице Российской империи, 14 (26) декабря 1825 года в междуцарствие.
Восстание было организовано группой дворян-единомышленников, многие из которых были офицерами гвардии. Они попытались использовать гвардейские части для недопущения вступления на трон Николая I. Целями были упразднение самодержавия, отмена крепостного права и изменение политических порядков. Восстание разительно отличалось от заговоров эпохи дворцовых переворотов по своим целям и имело сильнейший резонанс в российском обществе, значительно повлиявший на общественно-политическую жизнь последовавшей за ним эпохи правления Николая I.

## Восставшие
События войны 1812 года и последующие заграничные походы русской армии 1813—1814 годов оказали значительное влияние на все стороны жизни Российской империи, породили определённые надежды на перемены и, в первую очередь, на отмену крепостного права. Ликвидация крепостной зависимости связывалась с необходимостью конституционных ограничений монархической власти. Начиная с 1814 годов возникают сообщества гвардейских офицеров на идейной основе: «Орден русских рыцарей», «Священная артель», артель Семёновского полка, существовавшие на полулегальном положении.
В начале 1816 года в Петербурге формируется Союз спасения. Создателем Союза был Александр Муравьёв. В него вошли Сергей Трубецкой, Никита Муравьёв, Иван Якушкин, позднее к ним примкнул Павел Пестель. Своей целью Союз ставил освобождение крестьян и реформу управления государством. В 1817 году Пестель написал устав Союза спасения, или Союза истинных и верных сынов отечества. Существует теория, что участники Союза состояли в масонских ложах, поэтому в обиходе Союза сказывалось влияние ритуалов масонов. Разногласия членов общества по вопросу о возможности цареубийства во время государственного переворота привели к роспуску Союза спасения осенью 1817 года.
В январе 1818 года в Москве создаётся новое тайное общество — Союз благоденствия. Первая часть устава общества была написана М. Н. Муравьёвым, П. Колошиным, С. П. Трубецким и содержала принципы организации Союза благоденствия и его тактику. Вторая часть, тайная, заключала в себе описание конечных целей общества, была составлена позже и не сохранилась. Союз просуществовал до 1821 года, в него входило около 200 человек. Одной из целей Союза благоденствия было создание передового общественного мнения, формирование либерального движения. Для этого предполагалось основание различных легальных обществ: литературных, благотворительных, просветительских. Всего было образовано более десяти управ Союза благоденствия: две в Москве; в Петербурге в полках: Московском, Егерском, Измайловском, Конногвардейском; управы в Тульчине, Кишинёве, Смоленске и других городах. Возникли и «побочные управы», в том числе «Зелёная лампа» Никиты Всеволожского. Члены Союза благоденствия обязаны были принимать активное участие в общественной жизни, стремиться занять посты в правительственных учреждениях, армии.
Состав тайных обществ постоянно менялся: по мере того, как их первые участники «устраивались» в жизни и обзаводились семьями, они отходили от политики; их место занимали более молодые. В январе 1821 года в Москве три недели работал съезд Союза благоденствия. Его необходимость была обусловлена разногласиями между сторонниками радикального (республиканского) и умеренного течений и усиление реакции в стране, осложняющее легальную работу общества. Работой съезда руководили Николай Тургенев и Михаил Фонвизин. Стало известно, что через доносчиков правительство осведомлено о существовании Союза. Было принято решение о формальном роспуске Союза благоденствия. Это позволило освободиться от случайных людей, попавших в Союз, роспуск его стал шагом к реорганизации.
Образовались новые тайные общества — «Южное» (1821 год) на территории Украины и «Северное» (1822 год) с центром в Петербурге. В сентябре 1825 года к Южному обществу присоединилось Общество соединённых славян, основанное братьями Борисовыми.
В Северном обществе главную роль играли Никита Муравьёв, Трубецкой, а позже известный поэт Кондратий Рылеев, сплотивший вокруг себя боевых республиканцев. В Южном обществе руководителем был полковник Пестель.
Деятельное участие в Северном обществе принимали гвардейские офицеры Иван Горсткин, Михаил Нарышкин, морские офицеры Николай Чижов, братья Борис и Михаил Бодиско. Активными участниками Южного общества были декабристы-туляки братья Александр и Николай Крюковы, братья Николай и Павел Бобрищевы-Пушкины, Алексей Черкасов, Владимир Лихарев, Иван Аврамов. Одним из активных деятелей «Общества соединённых славян» был Иван Киреев.

## Предпосылки к восстанию
Заговорщики решили воспользоваться сложной юридической ситуацией, сложившейся вокруг прав на престол после смерти Александра I. С одной стороны, имелся секретный документ, подтверждающий давний отказ от престола следующего за бездетным Александром по старшинству брата, Константина Павловича, что давало преимущество следующему брату, крайне непопулярному среди высшей военно-чиновничьей элиты Николаю Павловичу. С другой стороны, ещё до открытия этого документа Николай Павлович под давлением генерал-губернатора Санкт-Петербурга графа М. А. Милорадовича поспешил отказаться от прав на престол в пользу Константина Павловича.
27 ноября (9 декабря) 1825 года население было приведено к присяге Константину. Формально в России появился новый император, было даже отчеканено несколько монет с его изображением. Константин престола не принимал, но и формально не отказывался от него в качестве императора. Создалось двусмысленное и крайне напряжённое положение междуцарствия. Николай решился объявить себя императором. На 14 (26) декабря 1825 года была назначена вторая присяга — «переприсяга». Наступил момент, которого ждали декабристы — смена власти. Члены тайного общества решили выступать.
Состояние неопределённости длилось очень долго. После повторного отказа Константина Павловича от престола Сенат в результате долгого ночного заседания 13—14 декабря 1825 года признал юридические права на престол Николая Павловича. После этого члены Государственного совета изъявили согласие на новую присягу, и Николай I отдал распоряжение о немедленном печатании присяжных листов и актов о своём вступлении на престол с целью их обнародования на следующий день.  Чтобы избежать осложнений, новый император распорядился провести присягу для сенаторов, членов Государственного совета, генералитета и полковых командиров Гвардейского корпуса после 7 часов утра.
6 (18) декабря 1825 года члены Северного общества знали об отказе Константина Павловича от престола и решили воспользоваться неизбежной повторной присягой для реализации своих планов. Стал разрабатываться новый план выступления, по которому также планировалось вывести солдат на Сенатскую площадь. Для его осуществления руководители Северного общества стали активно привлекать к заговору офицеров гвардейских полков, расквартированных в Санкт-Петербурге. И к середине декабря заговорщики заручились поддержкой примерно 90 офицеров (включая и тех, кто формально не был принят в состав тайного общества) и подчинённых им солдат лейб-гвардии Гренадерского, Измайловского, Московского и Финляндского полков, Гвардейского экипажа, лейб-гвардии Конной артиллерии и лейб-гвардии Конно-пионерного эскадрона. Кроме того, руководители организации надеялись привлечь на свою сторону лейб-гвардии Егерский полк, лейб-гвардии 1-ю артиллерийскую бригаду и некоторые другие части. Многие из офицеров, принявших участие в заговоре, разделяли политические идеалы декабристов, другие сомневались в законности предстоявшей присяги императору Николаю I. После получения известия о назначении присяги императору Николаю I на 14 (26) декабря, руководители Северного общества приняли окончательное решение воспользоваться сложившейся ситуацией для предъявления политических требований, и начали подготовку выступления, распределили обязанности между основными участниками заговора.

## План восстания
За сутки до начала восстания жандармерия арестовала руководителя Южного общества Павла Пестеля. Декабристы решили помешать войскам и Сенату принести присягу новому императору. Для руководства восстанием был избран князь Сергей Трубецкой. Помощниками «диктатора» С. П. Трубецкого были назначены А. И. Якубович и А. М. Булатов; в ходе выступления им предстояло возглавить отдельные отряды для захвата Зимнего дворца и установления контроля над Сенатом.
Для привлечения солдат и матросов был выдвинут лозунг защиты прав великого князя Константина Павловича, которого младший брат Николай якобы незаконно отстранил от власти. А для повышения заинтересованности солдат, им надлежало внушить, что великий князь собирался уменьшить срок службы до 15 лет.
Согласно выработанному плану действий, Гвардейский экипаж, который размещался на Екатерингофской улице (ныне проспект Римского-Корсакова) вместе с квартировавшими недалеко от него на Измайловском проспекте лейб-гвардии Измайловским полком и лейб-гвардии Конно-пионерным эскадроном, должен был под командой А. И. Якубовича и Н. А. Бестужева занять Зимний дворец и арестовать императорскую семью, а при определённых обстоятельствах — убить. Лейб-гвардии Московский полк, размещённый в казармах на Гороховой улице, под командованием А. А. Бестужева должен был пройти на Сенатскую площадь, увлечь за собой расквартированные недалеко от его казарм лейб-гвардии Егерский и, возможно, лейб-гвардии Семёновский полки (на Загородном проспекте). На Сенатскую площадь также должны были проследовать лейб-гвардии Гренадерский и лейб-гвардии Финляндский полки (располагавшиеся соответственно в Петровских казармах на берегу Большой Невки и на 18-21-й линиях Васильевского острова) под командой А. М. Булатова, силами первого из них планировалось занять Петропавловскую крепость. Предполагалось, что войска, прибывшие на Сенатскую площадь, не должны были открывать огонь, так как члены тайного общества были уверены, что солдаты не станут стрелять друг в друга. Также была уверенность, что восставших «гвардия поддержит».
Детали этого плана не были окончательно согласованы. Князь С. П. Трубецкой выступал за признание «старших» гвардейских полков — это Преображенский и Семёновский, руководящей силой восстания: в ходе выступления они должны были увлечь за собой «младшие полки» (возникшие на рубеже XVIII–XIX вв.); в противном случае князь предсказывал неудачу. Также «диктатор» возражал против занятия Петропавловской крепости и арсенала, полагая, что это раздробит силы восставших. Кроме того, Трубецкой заявлял, что не примет командование над силами повстанцев, если на Сенатскую площадь не удастся вывести достаточное количество войск.
После этого планировалось потребовать от Сената опубликовать всенародный Манифест, в котором провозглашалось бы «уничтожение бывшего правления» и учреждение временного революционного правительства. Его членами предполагалось сделать графа М. М. Сперанского и адмирала Н. С. Мордвинова (позднее они стали членами суда над декабристами). Переговоры с сенаторами должны были вести К. Ф. Рылеев и И. И. Пущин, а Г. С. Батеньков вызвался произнести в Сенате речь в пользу представительного правления. В случае неудачного хода восстания князь С. П. Трубецкой и Рылеев полагали возможным вступить в переговоры с Николаем Павловичем и требовать созыва народного представительства в обмен на согласие принести присягу новому императору.
Депутаты должны были утвердить новый основной закон — конституцию. Если бы Сенат не согласился обнародовать народный манифест, было решено принудить его к этому силой. Манифест содержал в себе несколько пунктов: учреждение временного революционного правительства, отмену крепостного права, равенство всех перед законом, демократические свободы (печати, исповеди, труда), введение суда присяжных, введение обязательной военной службы для всех сословий, выборность чиновников, отмена подушной подати.
После этого должен был решиться вопрос о Конституции, должен был созваться Всенародный собор (Учредительное собрание), который должен был решить вопрос о форме правления — конституционная монархия или республика. Во втором случае царская семья должна была бы быть выслана за рубеж. В частности, Рылеев предлагал выслать Николая в Форт-Росс в Северной Америке.
Ещё до начала выступления лидеры Северного общества столкнулись с нежеланием ряда участников декабристских организаций принять в нём участие. За несколько дней до восстания о своём принципиальном несогласии с его планом заявил фактический лидер санкт-петербургской ячейки Южного общества П. Н. Свистунов. 13 (25) декабря командиры батальонов лейб-гвардии Финляндского полка полковники А. Ф. Моллер и А. Н. Тулубьев, входившие в состав тайного общества, отказались содействовать заговорщикам (однако руководители заговора продолжали надеяться на присоединение полка в ходе восстания).

## События 14 (26) декабря 1825 года
Вечером 13 (25) декабря 1825 года Рылеев просил Петра Каховского ранним утром следующего дня проникнуть в Зимний дворец и убить Николая. Каховский сначала согласился, но около 6 утра отказался, не желая действовать в одиночку. Вскоре после этого Александр Якубович отказался вести матросов Гвардейского экипажа и Измайловский полк на Зимний дворец.
В ночь на 14 (26) декабря поручик лейб-гвардии Конно-егерского полка А. В. Чевкин, тесно связанный с участниками тайного общества явился в казармы 1-го батальона лейб-гвардии Преображенского полка и стал агитировать солдат выступить против присяги вместе с другими гвардейскими полками. Эта попытка окончилась неудачей, агитатор был арестован.
14 (26) декабря офицеры — члены тайного общества ещё затемно были в казармах и вели агитацию среди солдат. Однако за несколько дней до выступления декабристов Николай был предупреждён о намерениях тайных обществ начальником Главного штаба И. И. Дибичем и близким к декабристам подпоручиком Яковым Ростовцевым. В донесении Дибича (составленное на основе сведений, извлечённых из доносов И. В. Шервуда и А. И. Майбороды), в котором говорилось, что в стране существовало влиятельное тайное общество противников самодержавной власти, с центрами в Санкт-Петербурге, Москве, 1-й и 2-й армиях; в донесении содержались и конкретные фамилии руководителей заговора (К. Ф. Рылеева, одного из братьев Бестужевых, не названного по имени). В результате присяга Сената Николаю и провозглашение его императором были перенесены на более ранний час, завершившись уже в 7 часов утра.  
Ранним утром 14 (26) декабря попытки нескольких офицеров во главе с графом И. П. Коновницыным поднять мятеж в рядах лейб-гвардии Конной артиллерии провалились. Несмотря на срыв проведения присяги, начальнику артиллерии Гвардейского корпуса генералу от артиллерии И. О. Сухозанету удалось изолировать заговорщиков в отдельном помещении. Вырвавшись силой из-под ареста, офицеры смогли сбежать, однако поднять мятеж в рядах Конной артиллерии им не удалось. Властям удалось убедить конноартиллеристов в законности присяги новому императору, но из-за ненадёжности в момент пика восстания Николай I не решился послать за конноартиллеристами, и они остались в казармах.
Несмотря на противодействие ряда офицеров-заговорщиков присяга состоялась и в лейб-гвардии Измайловском полку. В этих условиях М. И. Пущин, участвовавший в подготовке восстания, отказался поднять против присяги квартировавший рядом с измайловцами лейб-гвардии Конно-пионерный эскадрон. 
К 10 часам утра 14 (26) декабря 1825 года А. А. Бестужев и князь Д. А. Щепин-Ростовский, захвативший батальонные и полковое знамёна, прибыли в казармы лейб-гвардии Московского полка и стал обходить роты в сопровождении других офицеров-заговорщиков. Он представлялся солдатам адъютантом великого князя Константина Павловича. Бестужев заявлял, что Константин (якобы сокративший срок военной службы до 15 лет) не отказывался от престола и был арестован великим князем Николаем Павловичем, узурпировавшим престол, и призывал к выступлению против новой присяги. Бригадный командир генерал-майор В. Н. Шеншин, командир полка генерал-майор барон П. А. Фредерикс и командир одного из батальонов полковник П. К. Хвощинский, пытавшиеся преградить путь восставшим, были ранены Щепиным-Ростовским (первые двое тяжело). В это же время началась присяга в лейб-гвардии Гренадерском полку. Участник заговора подпоручик А. Л. Кожевников пытался сорвать её, но был арестован, и церемонию довели до конца.  
К 11 часам утра 14 (26) декабря 1825 года на Сенатскую площадь офицеры-декабристы (штабс-капитаны гвардии Александр Бестужев, Михаил Бестужев, Дмитрий Щепин-Ростовский) вывели около 800 солдат Московского лейб-гвардии полка. Восставшие подразделения лейб-гвардии Московского полка появились на Сенатской площади и братья Бестужевы и князь Щепин-Ростовский построили солдат в каре у памятника императору Петру I, напротив входа в Сенат; вокруг каре была образована заградительная цепь под общим командованием князя Е. П. Оболенского. Нижним чинам было объявлено, что надлежит отстаивать не только права законного правителя – Константина, но и требовать введения конституции («основных законов»). Оставшиеся в казармах солдаты Московского полка (более 900 человек) в основном выступали против присяги, только после длительных уговоров шефа полка великого князя Михаила Павловича почти все они присягнули Николаю I.
В 12 часов дня в казармы лейб-гренадер приехал член тайного общества князь А. И. Одоевский и, сославшись на то, что часть гвардии не присягнула новому императору, убедил ротного командира лейб-гвардии Гренадерского полка поручика А. Н. Сутгофа выступить. В результате Сутгофу, объявившему солдатам, что их обманули, удалось вывести свою роту (около 200 человек) из казарм, перейти по льду Неву (при этом, вопреки первоначальному плану, отказавшись от занятия Петропавловской крепости) и прибыть на Сенатскую площадь. Собравшиеся на площади офицеры и солдаты вынуждены были бездействовать, ожидая подхода других полков и появления «диктатора» князя С. П. Трубецкого. Он в это время находился в здании Главного штаба на Дворцовой площади, периодически выходя на площадь и узнавая о происходящем. Решив, что собравшихся войск недостаточно для победы и не желая начинать кровопролитие при переходе повстанцев к активным боевым действиям, Трубецкой покинул Главный штаб и отправился к своей сестре графине Е. П. Потёмкиной, жившей на Исаакиевской площади, где и находился до конца дня. Восставшие полки продолжали стоять на Сенатской площади, пока заговорщики не могли прийти к единому решению о назначении нового руководителя.
Отсутствие «диктатора» привело к тому, что восставшие фактически остались без руководителя. К. Ф. Рылеев, осознавая недостаточность собранных сил, отправился искать князя С. П. Трубецкого, затем поехал в казармы лейб-гвардии Финляндского полка, чтобы побудить полк выступить. На площади из числа лидеров заговора оставались князь Е. П. Оболенский и штатский И. И. Пущин. Заместители «диктатора» Трубецкого по командованию войсками – А. И. Якубович и А. М. Булатов – также не приступили к исполнению своих обязанностей. Первый явился на площадь, но не принял командования над восставшими. Булатов, как и Трубецкой, наблюдал за повстанцами со стороны, находясь на Адмиралтейской площади, но не решился присоединиться к ним, поскольку сомневался в успехе предприятия и не доверял руководителям заговора – Трубецкому и Рылееву.
Одновременно с этим началась присяга и в Гвардейском морском экипаже, однако офицеры и ряд нижних чинов, подготовленные А. П. Арбузовым и другими заговорщиками, протестовали против неё, а лейтенант Фёдор Вишневский потребовал предъявления «оригинального акта» отречения великого князя Константина Павловича. Не сумев настоять на принесении чинами Гвардейского экипажа присяги, командир 2-й бригады 1-й гвардейской пехотной дивизии генерал-майор Сергей Шипов (в прошлом член Союза благоденствия) приказал арестовать Вишневского, после чего остальные ротные командиры потребовали взятия себя под стражу в знак солидарности. После сообщения лейтенантом Николаем Чижовым известия о выходе солдат лейб-гвардии Московского полка на Сенатскую площадь Н. А. Бестужев побудил младших офицеров освободить ротных командиров, а вслед за этим вместе с А. П. Арбузовым повёл экипаж почти в полном составе (1,1 тыс. человек) на Сенатскую площадь.
Начальник штаба Гвардейского корпуса генерал-майор Александр Нейдгардт, а затем М. А. Милорадович сообщили государю о появлении на Сенатской площади отказавшихся от присяги солдат лейб-гвардии Московского полка. Император приказал Милорадовичу вывести на площадь уже присягнувший лейб-гвардии Конный полк и прекратить беспорядки. Герой Отечественной войны 1812 года, Санкт-Петербургский военный генерал-губернатор, граф М. А. Милорадович, появившись верхом перед солдатами, построившимися в каре, «говорил, что сам охотно желал, чтобы Константин был императором, но что же делать, если он отказался: уверял их, что сам видел новое отречение, и уговаривал поверить ему». Евгений Оболенский, выйдя из рядов восставших, убеждал Милорадовича отъехать, но видя, что тот не обращает на это внимания, легко ранил его штыком в бок, опасаясь, что генерал может увести солдат с площади и помешать восстанию. В то же время Каховский выстрелил в генерал-губернатора из пистолета (раненого Милорадовича унесли в казармы конногвардейцев, где он скончался в ночь на 15 (27) декабря). Впоследствии, уже перед смертью Милорадович обрадовался, узнав, что в него попала пистолетная пуля. Значит, стреляли не солдаты. Вслед за этим в качестве парламентёра направился командующий Гвардейским корпусом генерал от кавалерии А. Л. Воинов, но мятежники прогнали его.
Около 12 часов император Николай I во главе 1-го батальона лейб-гвардии Преображенского полка прибыл на Сенатскую площадь. Первоначально считая, что возмущение может быть не связано с заговором, о котором он получил известия, а его причиной является сомнение ряда солдат и офицеров в факте отречения Константина, император намеревался убедить восставших в законности своего вступления на престол. Поэтому, когда к нему подъехал покинувший ряды повстанцев А. И. Якубович, заявивший о переходе на сторону нового государя, Николай I приказал ему уговорить повстанцев сдаться при условии полного прощения. Однако Якубович, возможно, стремясь устроить переговоры между Николаем I и восставшими и вынудить императора удовлетворить часть требований членов тайного общества, убеждал повстанцев в страхе перед ними нового императора, а монарха (при повторном визите к нему) – в верности вышедших на площадь войск присяге великому князю Константину Павловичу. Это обусловило неудачу возложенной на него миссии. Одновременно с Якубовичем Николай I послал к восставшим флигель-адъютанта Н. Д. Дурново, но повстанцы не дали ему говорить и отогнали штыками.
Неудача переговоров привела к тому, что император распорядился начать окружение Сенатской площади присягнувшими ему войсками. Сначала он лично разместил 1-й батальон лейб-гвардии Преображенского полка рядом с Адмиралтейским бульваром, выходившим на площадь. Затем генерал-майор А. Ф. Орлов расположил вверенный ему лейб-гвардии Конный полк перед батальоном преображенцев вдоль западного крыла Адмиралтейства до берега Невы. После этого рота Преображенского полка и два эскадрона конногвардейцев передвинулись к Неве и заняли подход к Исаакиевскому мосту. Кавалергардский полк был размещён на Адмиралтейской площади у дома князя Д. И. Лобанова-Ростовского, Конно-пионерный дивизион – на Английской набережной и на Сенатской площади возле Невы. Позднее лейб-гвардии Семёновский полк занял позицию у манежа лейб-гвардии Конного полка, сводный батальон из 3 рот лейб-гвардии Павловского полка – на мосту у Адмиралтейского канала рядом с семёновцами, а затем – на Галерной улице. Присягнувших солдат лейб-гвардии Московского полка разместили на углу Сенатской и Адмиралтейской площадей, рядом с забором, окружавшим строившийся Исаакиевский собор. Прибывшие позднее всех лейб-гвардии Измайловский и Егерский полки как наименее надёжные были оставлены в резерве на Адмиралтейской площади, а верная Николаю I часть лейб-гвардии Финляндского полка – на Английской набережной, рядом с коннопионерами и конногвардейцами. Удалось доставить артиллерийские подразделения лейб-гвардии 1-й артиллерийской бригады, но долгое время пушки стояли без оставшихся в арсеналах зарядов, за которыми пришлось дополнительно отправлять надёжных офицеров и нижних чинов. К концу дня император сосредоточил против восставших около 12 тыс. штыков и сабель. Непосредственное командование войсками, двинутыми против повстанцев, осуществляли сам государь, остававшийся на Адмиралтейском бульваре, и его брат великий князь Михаил Павлович, находившийся перед войсками, стоявшими у манежа Конной гвардии. Николай I также принял дополнительные меры по охране Зимнего дворца: у главных ворот была поставлена караульная рота лейб-гвардии Финляндского полка, во дворе – лейб-гвардии Сапёрный батальон.
Во время присяги в лейб-гвардии Финляндском полку участник заговора поручик барон Андрей фон Розен вступил в спор с полковым командиром генерал-майором Н. Ф. Воропановым о законности процедуры. Позднее, побывав на Сенатской площади и получив инструкции от лидеров повстанцев, Розен направился в полк с намерением привести его на помощь своим товарищам, но не смог этого сделать, так как в полку почти одновременно был получен приказ императора двинуться на усиление правительственных войск. При переходе через Исаакиевский мост Розен остановил свой взвод, чем воспрепятствовал присоединению его и следовавших позади двух рот к частям, действовавшим на стороне нового государя. В случае успеха повстанцев на Сенатской площади подразделения под руководством Розена могли поддержать их.
После присяги в Кавалергардском полку несколько офицеров – членов тайных обществ (И. А. Анненков, А. С. Горожанский, А. М. Муравьёв и др.) пытались задержать своих солдат, направленных на подавление восстания, но потерпели неудачу и вынуждены были выступить на стороне императора Николая I. Исключение составил А. С. Горожанский, который вёл агитацию среди нижних чинов и затем присоединился к восставшим.
По мере прибытия на Сенатскую площадь верных ему войск император Николай I несколько раз приказывал атаковать восставших силами кавалергардов и лейб-гвардии Конного полка. Однако это не привело к успеху вследствие гололедицы, затруднявшей действия конницы; в результате обе стороны не понесли существенного урона, так как повстанцы предпочитали стрелять вверх.
На площади собралась большая толпа жителей Петербурга и основным настроением этой огромной массы, которая, по свидетельствам современников, исчислялась десятками тысяч человек, было сочувствие восставшим. В Николая и его свиту бросали поленья и камни. Образовались два «кольца» народа — первое состояло из пришедших раньше, оно окружало каре восставших, а второе кольцо образовалось из пришедших позже — их жандармы уже не пускали на площадь к восставшим, и они стояли позади правительственных войск, окруживших мятежное каре. Николай, как видно из его дневника, понял опасность этого окружения, которое грозило большими осложнениями. Он сомневался в своём успехе, «видя, что дело становится весьма важным, и не предвидя ещё, чем кончится». Было решено подготовить экипажи для членов царской семьи для возможного бегства в Царское Село. Позднее Николай много раз говорил своему брату Михаилу: «Самое удивительное в этой истории — это то, что нас с тобой тогда не пристрелили».
Николай послал для убеждения солдат митрополита Серафима и киевского митрополита Евгения. Оба митрополита уверяли солдат в законности присяги, уговаривали не проливать крови «единоверцев». Но в ответ, по свидетельству дьякона Прохора Иванова, солдаты стали кричать митрополитам: «Какой ты митрополит, когда на двух неделях двум императорам присягнул… Не верим вам, пойдите прочь!..».
В 2 часа дня поручик Н. А. Панов вывел из казарм остальных солдат лейб-гвардии Гренадерского полка (за исключением одной роты и караульных; всего – более 1 тыс. человек) и повёл их через Неву, Миллионную улицу и Дворцовую площадь к Сенату. По дороге взбунтовавшиеся гренадеры встретились на Миллионной улице с артиллерийскими орудиями, которые император Николай I вызвал на усиление правительственных войск, однако, не имея приказаний, не тронули их. Гренадерам также удалось ворваться во двор Зимнего дворца, однако, увидев, что он находится под охраной лейб-гвардии Сапёрного батальона, а возле ворот находится рота лейб-гвардии Финляндского полка, которая в случае боя может ударить им в тыл, они отказались от мысли проникнуть во дворец  и отправились на Сенатскую площадь, куда прибыли около 3 часов дня. Командир полка полковник Н. К. Стюрлер следовал за солдатами до их присоединения к мятежному каре, требуя возвращения в казармы, и был смертельно ранен П. Г. Каховским и князем Е. П. Оболенским (скончался от полученных ран на следующий день).
Митрополиты прервали убеждение солдат, когда на площади появился Гвардейский морской экипаж под командованием капитан-лейтенанта Николая Бестужева и лейтенанта Антона Арбузова и, вскоре после, ещё четыре роты лейб-гвардии Гренадерского полка, которых привёл поручик Николай Панов. Таким образом, сбор всех восставших войск произошёл лишь спустя два с лишним часа после начала восстания. Всего 30 офицеров-декабристов вывели на площадь около 3000 солдат.
После появления на Сенатской площади Гвардейского экипажа офицеры-заговорщики предложили Н. А. Бестужеву как старшему в чине принять командование, но он отказался, сославшись на то, что морской офицер не может руководить сухопутными частями.  Поэтому за час до конца восстания декабристы выбрали нового «диктатора» — князя Евгения Оболенского, который трижды пытался созвать военный совет. Но инициатива уже была упущена. Больше ни одна часть не примкнула к участникам восстания, несмотря на брожение и попытки к возмущению в ряде полков, произошедшие в этот день. Вокруг площади были сосредоточены правительственные войска, более чем вчетверо превосходящими восставших по численности. По подсчётам М. В. Нечкиной, против восставших солдат было собрано около 9 тысяч пехоты, около 3 тысяч кавалерии и 36 артиллерийских орудий. Из-за города было вызвано и остановлено на заставах в качестве резерва ещё около 10 тысяч человек (7 тысяч пехоты и 3 тысячи кавалерии).
Руководители заговора так и не выработали чёткого плана дальнейших действий. А. А. Бестужев, И. И. Пущин придерживалась выжидательной тактики, полагая, что нужно продержаться до сумерек, когда на сторону заговорщиков могли перейти некоторые из верных правительству полков. Сам Оболенский считал, что нужно вернуться в казармы для последующего закрепления там. В этой обстановке новый «диктатор» не отдал ни одного приказания.
Не имея ещё полного представления о масштабах заговора и не желая допустить масштабного кровопролития в день своего вступления на престол, Николай I продолжал пытаться уговорить мятежные части покинуть площадь и вернуться в казармы. По его приказу к Гвардейскому экипажу дважды подъезжал великий князь Михаил Павлович и, ссылаясь на личные встречи с великим князем Константином Павловичем, обосновывал истинность его отречения. Опасаясь воздействия на солдат слов брата императора, занимавшего пост начальника 1-й гвардейской дивизии (в состав которой входили все три восставших полка), В. К. Кюхельбекер прицелился в великого князя из пистолета, но матросы Гвардейского экипажа помешали ему выстрелить. После этого Николай I приказал кавалерии снова атаковать восставших, что вновь окончилось неудачей.
Новый император боялся наступления темноты, так как более всего он опасался, чтобы «волнение не сообщилось черни», которая могла проявить в темноте активность. Поэтому в 5 часов дня под влиянием генерала от кавалерии И. В. Васильчикова и начальника штаба 1-й армии генерал-лейтенанта К. Ф. фон Толя Николай I решил использовать против повстанцев доставленные по его приказу четыре артиллерийских орудия (три из них находились на углу Адмиралтейства, четвёртое – у манежа лейб-гвардии Конного полка). Со стороны Адмиралтейского бульвара появилась гвардейская артиллерия под командованием генерала И. О. Сухозанета. Перед началом стрельбы император послал к восставшим Сухозанета, чтобы в последний раз предложить сдаться под угрозой расстрела картечью, но мятежники прогнали и обстреляли парламентёра. Заговорщики не воспринимали всерьёз угрозу императора, полагая, что артиллеристы не захотят стрелять по «своим». В этой ситуации Николай I отдал приказ о начале стрельбы. По каре был сделан залп холостыми зарядами, не произведший эффекта. Первый залп картечью был дан выше рядов мятежных солдат. Восставшие отвечали на него ружейным огнём, но потом под гpaдом картечи началось бегство в сторону Невы. Отдельные офицеры-заговорщики (Н. А. и А. А. Бестужевы, М. К. Кюхельбекер) пытались остановить бегущих солдат для оказания сопротивления наступавшей кавалерии. По свидетельству декабриста Владимира Штейнгеля: «Можно было этим уже и ограничиться, но Сухозанет сделал ещё несколько выстрелов вдоль узкого Галерного переулка и поперёк Невы к Академии художеств, куда бежали более из толпы любопытных!». Толпы восставших солдат бросились на невский лёд, чтобы перебраться на Васильевский остров. Михаил Бестужев попытался на льду Невы вновь построить солдат в боевой порядок и идти в наступление на Петропавловскую крепость. Войска построились, но были обстреляны из пушек ядрами, которые выдвинула к Неве лейб-гвардии 1-й артиллерийская бригада. Ядра ударялись об лёд, и он раскалывался, отряд солдат рассеялся, многие тонули. 
К ночи с восстанием было покончено. На площади и улицах остались сотни трупов. На основании бумаг чиновника III Отделения М. М. Попова Н. К. Шильдер писал:
По прекращении артиллерийского огня император Николай Павлович повелел обер-полицмейстеру генералу Шульгину, чтобы трупы были убраны к утру. К сожалению, исполнители распорядились самым бесчеловечным образом. В ночь на Неве от Исаакиевского моста до Академии Художеств и далее к стороне от Васильевского острова сделано было множество прорубей, в которые опустили не только трупы, но, как утверждали, и многих раненых, лишённых возможности спастись от ожидавшей их участи. Те же из раненых, которые успели убежать, скрывали свои увечья, боясь открыться докторам, и умирали без медицинской помощи.
Среди погибших были и воины, оставшиеся верными правительственным войскам.
В отличие от своего брата, Александра I, регулярно получавшего донесения о росте духа вольномыслия в войсках и о направленных против него заговорах, Константин и Николай и не подозревали о существовании тайных армейских обществ. Они были потрясены и подавлены событиями 14 (26) декабря. В своём письме к Николаю I 20 декабря 1825 (1 января 1826) года Константин Павлович писал:

Великий Боже, что за события! Эта сволочь была недовольна, что имеет государем ангела, и составила заговор против него! Чего же им нужно? Это чудовищно, ужасно, покрывает всех, хотя бы и совершенно невинных, даже не помышлявших того, что произошло!—  Из переписки Николая I и Константина Павловича

## Арест и суд
Уже вечером 14 (26) декабря начались аресты участников восстания: первыми на Сенатской площади и около неё были арестованы М. К. Кюхельбекер, А. Н. Сутгоф и князь Д. А. Щепин-Ростовский.
Сразу же были арестованы и отправлены в Петропавловскую крепость 371 солдат Московского полка, 277 — Гренадерского и 62 матроса Морского экипажа.
Арестованных декабристов привозили в Зимний дворец. Сам император Николай выступал в качестве следователя.
Указом 17 (29) декабря 1825 года была учреждена Комиссия для изысканий о злоумышленных обществах под председательством военного министра Александра Татищева. 30 мая (11 июня) 1826 года следственная комиссия представила императору Николаю I доклад, составленный Д. Н. Блудовым. Манифестом 1 (13) июня 1826 года учреждён Верховный уголовный суд из трёх государственных сословий: Государственного совета, Сената и Синода, с присоединением к ним «нескольких особ из высших воинских и гражданских чиновников». Всего к следствию было привлечено 579 человек. Признаны виновными 287. Пятерым вынесен и приведён в исполнение смертный приговор (К. Ф. Рылеев, П. И. Пестель, П. Г. Каховский, М. П. Бестужев-Рюмин, С. И. Муравьёв-Апостол). 120 человек были сосланы на каторгу в Сибирь или на поселение.

## Музеи декабристов
- Иркутский областной историко-мемориальный музей декабристов
- Ялуторовский музейный комплекс
- Новоселенгинский музей декабристов (Бурятия)
- Туринский дом-музей декабристов (в доме декабриста В. П. Ивашева)
- Петровск-Забайкальский музей декабристов
- Курганский музей декабристов
- Музей «Церковь декабристов» (город Чита)
- Музей декабристов (город Минусинск, Красноярский край)
- Дом-музей Трубецкого (Иркутск)
- Дом-музей Волконского (Иркутск)
- Музей декабристов в московской усадьбе Муравьёвых-Апостолов

## Кино
- Марка СССР, 150 лет восстанияДекабристы (1926)
- Звезда пленительного счастья (1975)
- Дело декабристов (документальный мини-сериал, 2016)
- Союз спасения (2019)
- Союз Спасения. Время гнева (2022)

## В литературе
- Роман-пенталогия Анри Труайя  «Обманчивый свет» (в другом варианте «Свет праведных»)
- Стихотворение Ф. И. Тютчева «14 декабря 1825 года»
- Роман Александра Дюма «Учитель фехтования»